# Heloderma horridum charlesbogerti
Heloderma horridum charlesbogerti is een ondersoort van de Mexicaanse korsthagedis (Heloderma horridum), die behoort tot de familie korsthagedissen (Helodermatidae). 
De wetenschappelijke naam van de ondersoort werd voor het eerst voorgesteld door Campbell & Vannini in 1988. De aanduiding  charlesbogerti is een eerbetoon aan de bioloog Charles Bogert.
Heloderma horridum charlesbogerti is als juveniel moeilijk te onderscheiden van andere ondersoorten maar bij oudere dieren verdwijnen veel van de gekleurde vlekken en ze zijn makkelijker op naam te brengen.